# Joséphine-Charlotte (metrostation)
Joséphine-Charlotte is een station van de Brusselse metro in het westen van de gemeente Sint-Lambrechts-Woluwe.

## Geschiedenis
Het station werd geopend op 20 september 1976 als onderdeel van de oostelijke tak van eerste metrolijn van de Brussels metro. De toenmalige metrolijn 1 reed tussen De Brouckère en Tomberg / Beaulieu. Sinds de herinrichting van het metronet in 2009 bedient metrolijn 1 dit station.

## Situering
Joséphine-Charlotte is vernoemd naar prinses Josephine Charlotte van België en bevindt zich  onder de Joséphine-Charlottesquare met de ingangen in de De Broquevillelaan. Samen met Gribaumont en Vandervelde zijn deze stations gelegen in residentiële wijken zonder aansluitingen met andere vervoersmiddelen. De aanwezigheid van de metro wordt in de wijk sterk geapprecieerd en biedt een significante meerwaarde aan de onroerende goederen zoals huizen en appartementsgebouwen.

## Kunst
Op de perrons is het kunstwerk La fleur unique ou les oiseaux émerveillés van Serge Vandercam te vinden. De twee houten bas-reliëfs in zachte kleuren beelden krijsende vogels en bloemen uit.

## Afbeeldingen

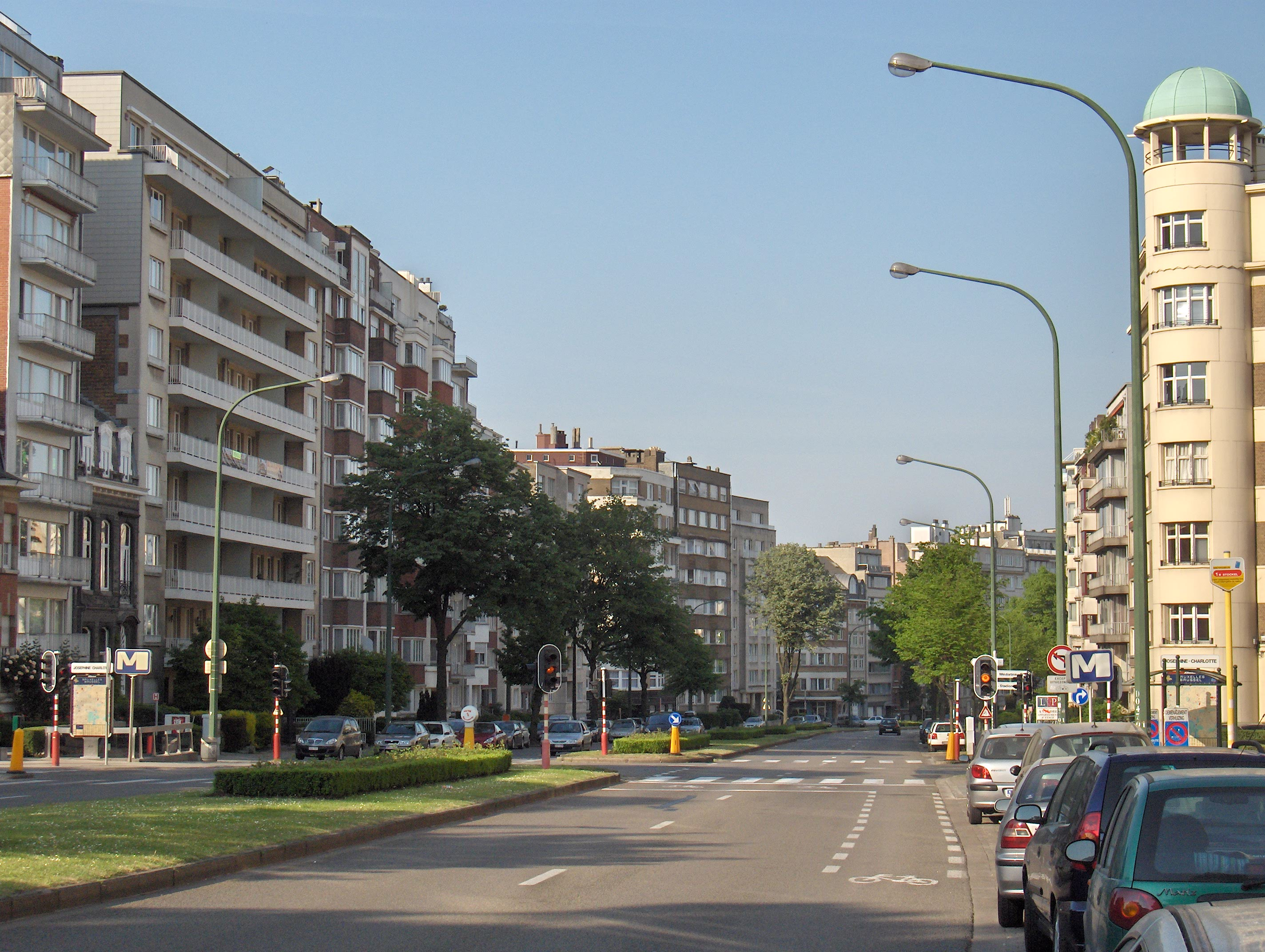
de Broquevillelaan met ingang van het metrostation.
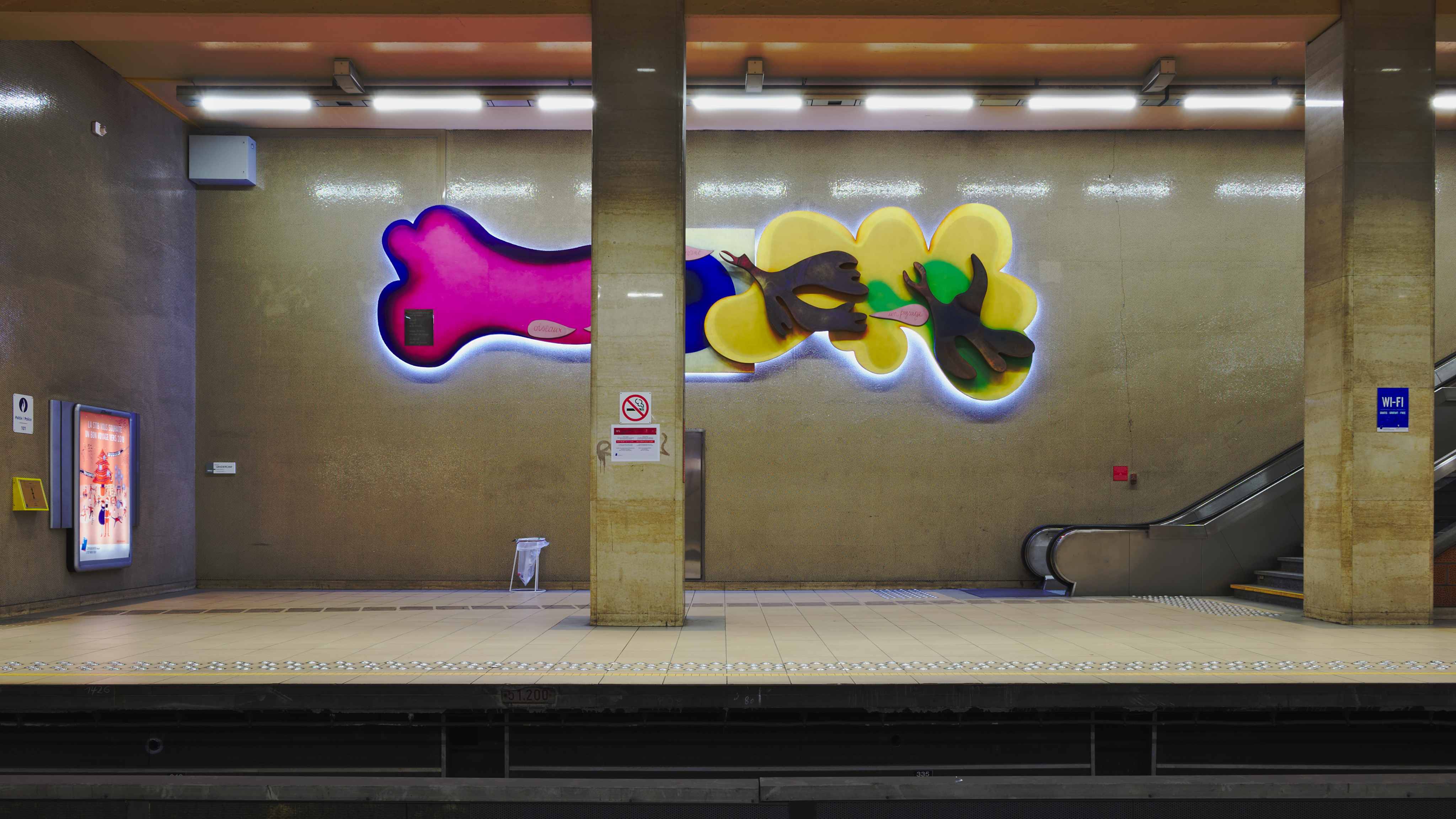
Les oiseaux émerveillés
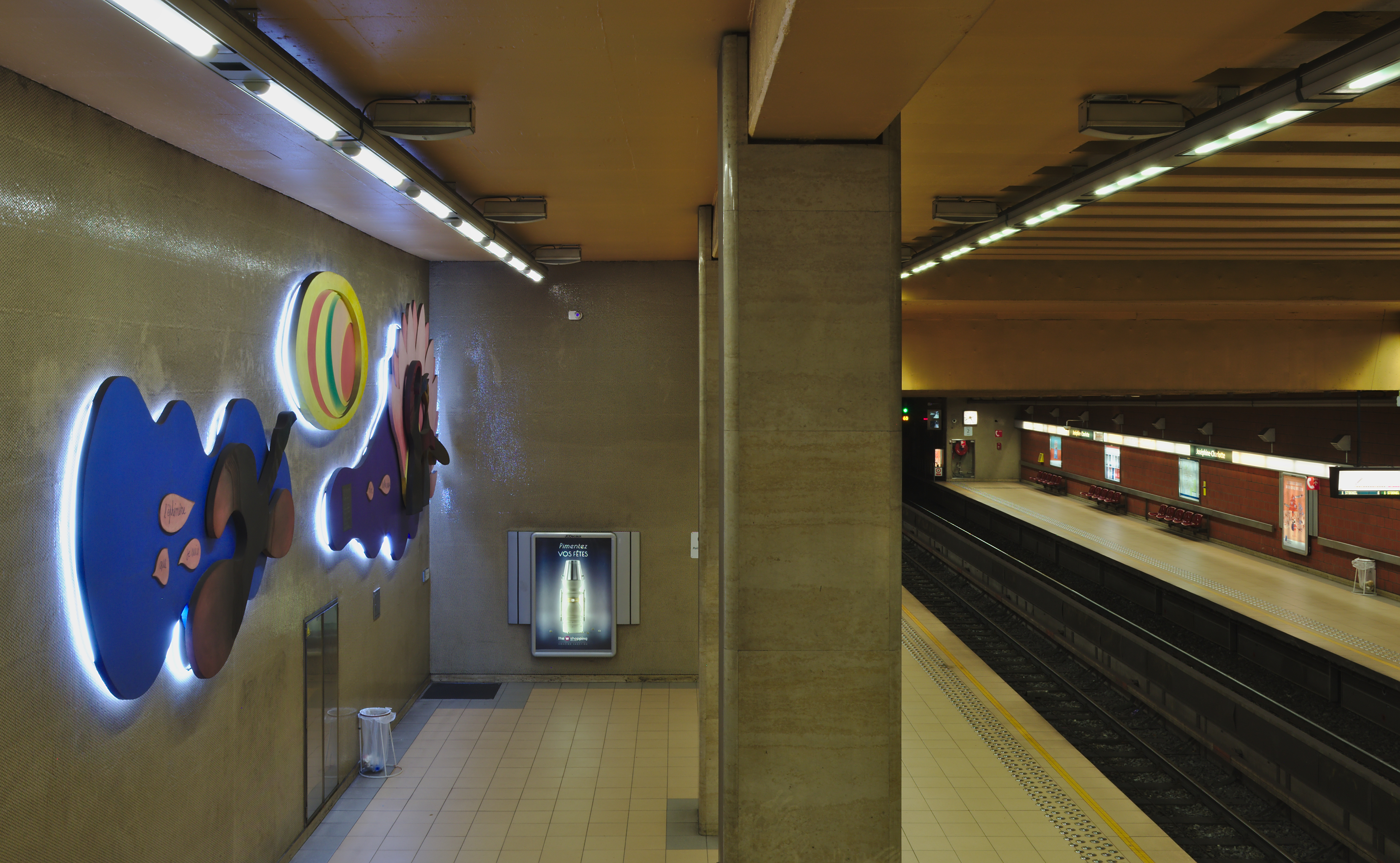
La fleur unique